# Ed Flanders
Edward Paul Flanders (* 29. Dezember 1934 in Minneapolis, Minnesota; † 22. Februar 1995 in Denny, Kalifornien) war ein US-amerikanischer Schauspieler.

## Leben
Nach einer Schauspielausbildung fand Flanders zunächst als Bühnenschauspieler Arbeit. In den sechziger und siebziger Jahren spielte er lange Zeit am New Yorker Broadway.
Schließlich wurde auch Hollywood auf ihn aufmerksam. Flanders spielte neben Robert De Niro in dem Krimi Gefährliche Beichte, in der Stephen-King-Verfilmung Brennen muss Salem/Schrecken im Marstenhaus, in der Komödie Bye Bye, Love und im dritten Teil der Horrorfilmserie Der Exorzist.
Mehrfach wurde Flanders in Rollen als US-amerikanischer Präsident besetzt, so in der Fernsehserie Weißes Haus, Hintereingang, in der er Calvin Coolidge darstellte, und insgesamt dreimal verkörperte er Harry S. Truman: Neben Gregory Peck in dem Kriegsdrama MacArthur – Held des Pazifik sowie in den Fernsehfilmen Truman at Potsdam und Harry S. Truman: Plain Speaking.
Seine größten Erfolge konnte er im US-amerikanischen Fernsehen feiern. Insgesamt dreimal wurde der Schauspieler für seine darstellerischen Leistung mit dem renommierten Emmy ausgezeichnet: Für Ein Mond für die Beladenen (A Moon for the Misbegotton) nach Eugene O’Neill, für Harry S. Truman: Plain Speaking sowie für seine  gleichnamige Hauptrolle in der NBC-Fernsehserie Chefarzt Dr. Westphall (St. Elsewhere).
1987 schied Flanders nach Meinungsverschiedenheiten mit den Produzenten aus der Serie aus. In der Folgezeit gelang es dem zuvor vielbeschäftigten Mimen nicht mehr, an frühere Erfolge anzuknüpfen. Als seine Ehe scheiterte und ihn chronische Schmerzen seit einem Autounfall im Jahr 1989 plagten, entschloss sich der Schauspieler in seiner Wohnung im nordkalifornischen Willow Creek zum Freitod.
Von 1963 bis 1968 war Flanders mit der Schauspielerin Ellen Geer verheiratet.

## Filmografie (Auswahl)
- 1967: Der Marshall von Cimarron (Cimarron Strip; Fernsehserie, 1 Folge)
- 1969: Daniel Boone (Fernsehserie, 1 Folge)
- 1969–1975: Hawaii Fünf-Null (Hawaii Five-O; Fernsehserie, 7 Folgen)
- 1970: Jung, hübsch und hemmungslos (The Grasshopper)
- 1971: Kobra, übernehmen Sie (Mission: Impossible; Fernsehserie, 1 Folge)
- 1972: Mannix (Fernsehserie, 1 Folge)
- 1972: Der Chef (Ironside; Fernsehserie, 1 Folge)
- 1972: M*A*S*H (Fernsehserie, 1 Folge)
- 1974: Indict and Convict (Fernsehfilm)
- 1974: Barnaby Jones (Fernsehserie, 1 Folge)
- 1975: Lizzie Bordens blutiges Geheimnis (The Legend of Lizzie Borden; Fernsehfilm)
- 1975: A Moon for the Misbegotten (Fernsehfilm)
- 1976: Truman at Potsdam (Fernsehfilm)
- 1976: Harry S. Truman: Plain Speaking (Fernsehfilm)
- 1977: Der legendäre Howard Hughes (The Amazing Howard Hughes; Fernsehfilm)
- 1977: MacArthur – Held des Pazifik (MacArthur)
- 1979: Weißes Haus, Hintereingang (Backstairs at the White House; Fernseh-Miniserie, 1 Folge)
- 1979: Brennen muss Salem (Salem’s Lot; Fernsehfilm)
- 1981: Kreuz der Gewalt (Skokie; Fernsehfilm)
- 1981: Fesseln der Macht (True Confessions)
- 1982: Das Zukunftsbaby (Tomorrow’s Child; Fernsehfilm)
- 1982–1988: Chefarzt Dr. Westphall (St. Elsewhere; Fernsehserie, 121 Folgen)
- 1989: Der Fall Nixon (The Final Days; Fernsehfilm)
- 1990: Der Exorzist III (The Exorcist III)
- 1992: Citizen Cohn – Handlanger des Todes (Citizen Cohn; Fernsehfilm)
- 1994: The Road Home (Fernsehserie, 6 Folgen)
- 1995: Bye Bye, Love